# Ивайло Знеполски
Ивайло Боянов Знеполски е български философ, културолог, изкуствовед и филмов критик, университетски преподавател и политик. Министър на културата е в правителството на Любен Беров и в правителството на Ренета Инджова. Баща е на философа Боян Знеполски.

## Биография

### Образование и научна кариера
Ивайло Знеполски е роден на 5 август 1940 г. в София, България. Завършва философия в Софийския държавен университет през 1964 г. Доктор по изкуствознание с тема на дисертационния труд „Философски и естетически проблеми на съвременното европейско киноизкуство“ (1971). От 1970 г. работи в Института за съвременни социални теории (ИССТ), който е научно звено към АОНСУ и е на двойно подчинение на ЦК на БКП и на Президиума на БАН. До 1974 г. е научен сътрудник в Института, а след това – старши научен сътрудник. От 1981 до 1990 г. е шеф на секция в същия институт. Междувременно преподава „Анализ на филма“ във ВИТИЗ (1980 – 1984). Става доктор на философските науки с тема на дисертационния труд – „Социо-културните проблеми в съвременното българско киноизкуство“ (1982), професор във Философския факултет на СУ (1984), ръководител на катедрата по история и теория на културата на Философския факултет на СУ (1991 – 2003), гост-професор във Висшето училище по социални науки в Париж (1997 – 1999) и в Университета „Монтескьо“ в Бордо (2001).

### Членство в научни съвети и други академични органи и общности
- Зам.-председател на IASS (Международна асоциация за семиотични изследвания)
- Член на педагогическия съвет на École doctorale en sciences sociales – Europe Centrale (Histoire – Sociologie – Anthropologie) – Bucarest.
- Agence Universitaire de la Francophonie
- Член на Комитета на тематичната мрежа за съвместни изследвания „Droit des entreprise culturelles“.
- Сътрудничество и участие в изследователски проекти на Maison de Sciences de l’Homme (Paris)
- Научно ръководство от българска страна на съвместната магистърска програма „Медии и междукултурни комуникации“ с Europa-Universitat Viadrina (Франкфурт на Одер)
- Сътрудничества с Université Pierre Mendes France – Grenoble II École Doctorale 214: Droit – Sciences politique – Relations internationales
- Ръководител от българска страна на международен изследователски проект на тема „Всекидневната преса и европейската интеграция и разширяването – политически, културни и национални репрезентации“. Партниращи страни: École des Hautes Études en Sciences Sociales (Marseille), L’Université d’Avignon, Europa-Universitat Viadrina (Франкфурт на Одер)

### Обществена дейност
- През 1990 г. е делегат на Националната кръгла маса от квотата на БКП.[1]
- Съучредител с други европейски интелектуалци и политици през 1999 г. на Musee de l’Europe (Брюксел)
- Член на Сената на European Cultural Parliament, който номинира членовете на бъдещия Европейски парламент и ръководи заседанията му – 2001 г.
- Член на работна група към Съвета на Европа (Страсбург) по проекта „Link Diversity“ – Кампания за популяризиране на мултиетнически общества и на демократично гражданство за всички.
- Главен редактор на издаваното в София на английски и френски език списание Divinatio (ISSN 1310-9456).
- Постоянен член на журито на наградата „Развитие“.

### Политическа дейност
През 1990 г. е делегат на XIV конгрес на БКП. Развива значителна политическа дейност, като в периода 1993–1995 г. е министър на културата в правителството на Любен Беров и в правителството на Ренета Инджова.
Умира на 29 ноември 2023 г. в София.

## Идеи
Предговорът на Ивайло Знеполски към първото българско издание на романа на Владимир Набоков – „Лолита“ става причина за първия голям литературоведски дебат след 1989 г.

## По-важни отличия и награди
- Officier des Palmes Academique, френски – с декрет на френското Министерство на националното образование, на изследването и технологията (1999)
- Почетен знак на Софийския университет – Синя лента (2001)
- Chevalier de l'Ordre du Mérite, френски (2012)[4][5]
- Орден „Стара планина“ I степен (2021)[6]

### Монографии
- Актуалното кино. София: Наука и изкуство, 1969, 297 с.
- Пътища и пътеки на българското кино. София: Наука и изкуство, 1972, 267 с.
- Между отчуждението и насилието. 1973.
- Умберто Еко и „Името на розата“. София: Наука и изкуство, 1987, 145 с.
- Катастрофата като филмова метафора. София: Наука и изкуство, 1992. (ISBN 954-02-0071-7)
- Езикът на имагинерния преход. София: Българска сбирка, 1997, 356 стр.
- Новата преса и прехода. Трудното конструиране на „четвъртата власт“. София: Дружество Гражданин, 1997, 191 стр. (ISBN 954-8966-03-4)
- Вебер–Бурдийо – подходи към интелигенцията. С., 2003, 116 стр.
- Българският комунизъм – социокултурни черти и властова траектория. София: Сиела, 2009. (ISBN 978-954-28-0236-5)[7][8]
- Как се променят нещата. От инциденти до голямото събитие. Истории с философи и историци. 1 и 2 част. Институт за изследване на близкото минало & Сиела, София, 2016, 551 + 398 стр.[9]
- Историкът и множественото минало. София: Сиела, 2017. (ISBN 978-954-28-2345-2)
- (съавтор) Bulgaria under Communism (Routledge Histories of Central and Eastern Europe). London and New York: Routledge, 2018, 476 pp. ISBN 978-0-8153-7279-0
- Семиотика и критика на културата: Барт, Лотман, Еко. София: Институт за изследване на близкото минало & Сиела, 2019, 456 с. (ISBN 9789542828822)
- Измамната лекота на демокрацията. София: Изток-Запад, 2020, 400 с. (ISBN 9786190107323)
- Тоталитаризмът. София: Сиела, 2023, 296 с. (ISBN 9789542843795)
- Семейни разправии - Хана Арент, Ерик Вьогелин, Реймон Арон, София: Сиела, 2024.  208 стр. (ISBN 9789542843788)

### Научно ръководство, съставителство и редакция
- Франсоа Фюре и превъплъщенията на социалната утопия (научно ръководство, съставителство, предговор, студия). Изд. ДНЧО, С., 1997, 218 стр. (ISBN 954-9567-01-X)
- Пол Рикьор – философията пред предизвикателствата на промените (научно ръководство, съставителство, предговор, студия). Изд. ДНЧО, С., 1998, 303 стр. (ISBN 954-9567-02-8)
- Max Weber: Relecture a l’Ouest, relecture a l’Est (научно ръководство, съставителство, предговор, студия). Изд. ДНЧО, С., 1999, 455 стр. (ISBN 954-9567-06-0)
- Около Хабермас. Нормативността в модерните общества и идеята за справедливост (научно ръководство, съставителство, предговор, студия). Изд. ДНЧО, С., 2000, 430 стр. (ISBN 954-9567-07-9)
- Около Жак Дерида и чудовищният дискурс (научно ръководство, съставителство, предговор, студия). Изд. ДНЧО, С. (ISBN 954-9567-14-1)
- Вебер и Бурдийо: Подходи към интелектуалците(научно ръководство, съставителство, предговор, студия). Изд. ДНЧО, С. (ISBN 954-9567-12-5)
- История, разказ, памет (научно ръководство, съставителство, предговор, студия). Изд. ДНЧО, С., 2001, 360 стр. (ISBN 954-9567-09-5)
- Това е моето минало (1944-1989). Спомени, дневници, свидетелства. Т.1, Изд. Сиела, С., 2010. (ISBN 978-954-28-0716-2)
- Това е моето минало (1944-1989). Спомени, дневници, свидетелства. Т.2, Изд. Сиела, С., 2010. (ISBN 978-954-28-0717-9)
- Тоталитаризмите на XX век в сравнителна перспектива. Изд. Сиела, С., 2010. (ISBN 978-954-28-0815-2)
- Да познаем комунизма: Изследвания. Изд. Сиела, С., 2012. (ISBN 978-954-28-1056-8)
- История на Народна република България. Режимът и обществото. С., Институт за изследване на близкото минало, Сиела, 2009, 716 стр.[10]

### За него
- Мислещият от дистанция човек. Конференция в чест на 80-годишнината на проф. Ивайло Знеполски. София: Изток-Запад, 2023, 240 с. (ISBN 9786190113334)